# Beatriz Valdés
Beatriz Valdés  (Havanna, Kuba, 1958. május 12. –) kubai születésű venezuelai színésznő.

## Élete
Beatriz Valdéz 1958. május 12-én született Havannában. Karrierjét 1970-ben kezdte. 2001-ben a Nők háborúja című sorozatban játszott. 2008-ban a La vida enterában játszott. 2012-ben a Válgame Dios című sorozatban Guillermina szerepét játszotta.

## Filmográfia

### Telenovellák
- A gonosz álarca (Santa Diabla) (2013)
- Válgame Dios (2012)
- La mujer perfecta (2010)
- La vida entera (2008)
- Arroz con leche (2008)
- Ciudad bendita (2006–2007)
- El amor las vuelve locas (2005)
- Cosita rica (2003)
- Las González (2002)
- Nők háborúja (Guerra de mujeres) (2001)
- Amantes de Luna Llena (2000)
- Luisa Fernanda (1999)
- Reina de corazones (1998)
- Cambio de piel (1998)
- Volver a vivir (1996)
- El paseo de la gracia de Dios (1993)
- Piel (1992)
- Algo más que soñar (1984)

### Filmek
- Perfecto amor equivocado (2004)
- Amor en concreto (2003)
- Manuela Sáenz  (1998)
- 100 años de perdón (1998)
- La voz del corazón (1997)
- La bella del Alhambra (1989)
- Hoy como ayer (1987)
- Capablanca (1987)
- Como la vida misma (1987)
- Lejanía (1985)
- Los pájaros tirándole a la escopeta (1982)
- Una nueva criatura (1970)